# 細菌孢子
細菌孢子是一種孢子或類孢子的結構，由細菌所生成。其中包括內孢子，(藍藻綠藻的絲狀體的)厚壁孢子，以及放線菌和固氮菌生成的孢子。
在細菌中,孢子的形成僅僅是一種在惡劣環境中生存的辦法，而非一種生殖的方式。

細菌孢子擁有以下的特色：

1. 能夠忍受極端的乾燥；
2. 部分能生存於零下的溫度；
3. 部分會散布毒性的化合物, 例如蘇力菌合成 Cry毒素。

細菌孢子的環境耐性很強。舉個例子，破傷風桿菌和炭疽桿菌有能力存活於土壤中數年的時間。細菌孢子的發現起源於19世紀，一位生物學家注意到顯微鏡下一個小巧，圓潤，明亮的物體在細菌之中。即便細菌被沸騰加熱5分鐘，它仍能生存下來。沸騰加熱5分鐘殺了細菌卻殺不死細菌孢子。 （页面存档备份，存于）當環境適宜的時候他們就會發芽。

由於細菌孢子的環境抗性很強，他們具有高度傳播性。這使得如艱難梭菌這類有細菌孢子保護的病原菌形成了很大的問題。 

## 另見
- Moeller stain（英语：Moeller stain）
- Schaeffer–Fulton stain（英语：Schaeffer–Fulton stain）

## 外部連結
- Endospores （页面存档备份，存于）
- bacterial spore （页面存档备份，存于）